# Termas de Constantino (Arlés)
Las termas de Constantino son unas termas romanas que se encuentran en la ciudad de Arlés, en el sur de Francia, es uno de los lugares calificados como Patrimonio de la Humanidad por la Unesco, dentro del Sitio «Monumentos romanos y románicos de Arlés», en concreto, con el código de identificación 164-004.

## Historia
Se construyeron a principios del siglo IV sobre las orillas del Ródano cuando Constantino I residía en Arlés; durante mucho tiempo, hasta el siglo XVI, se interpretaron erróneamente como las ruinas de un palacio romano, en lugar de unas termas. 
Las termas fueron parcialmente descubiertas a partir del siglo XIX. Los vestigios actualmente visibles corresponden al caldarium, con pisos de calefacción suspendidos (hipocausto) y una bonita piscina en ábside semicircular, abierta en tres ventanas y cubierta de una bóveda de horno.
El último de los complejos termales de Roma, Termas de Constantino se construyó en un área irregular entre Vico Longo, Alta Semita, Clivus Salutis y Vicus Laci Fundani. Como el sitio era una ladera, fue necesario demoler las casas del siglo IV que existían en el lugar (bajo las cuales se encontraron ruinas de casas de los siglos II y III) para permitir la nivelación del terreno [3]. Debido a estas peculiares condiciones, estos balnearios tenían un plan diferente al de los otros balnearios de la ciudad: no había antesalas que flanquearan el caldário, por ejemplo, ya que el terreno era muy estrecho. El edificio se orientó sobre un eje norte-sur para que fuera calentado por el calor del sol; los accesos principales se encontraban en la fachada oeste, con un tramo de escaleras que conectaba la cima del cerro con el Campo de Marte, y en el centro de la fachada norte.
Como la estructura principal ocupaba todo el espacio entre las calles al este y al oeste, existía un área circunscrita a lo largo de la fachada limitada al norte por una línea curva, área que hoy ocupa el Palazzo della Consulta. La sartén también parece haberse alineado en el eje norte-sur en lugar del eje este-oeste, y detrás de él estaban el tepidarium y el caldário, ambos circulares.
La única referencia a estos balnearios en la literatura antigua se encuentra en Amiano Marcelino (xxvii.3.8). También se mencionaron en el llamado "itinerario Einsiedeln" (1.10; 3.6; 7.11).
Siglo quinto
La estructura sufrió mucho por los incendios y terremotos en su primer siglo de vida y fue restaurada en 443 por el alcalde urbano de Roma Petrônio Perpena Magno Quadratino [4], cuando posiblemente se colocaron las colosales estatuas de los Dióscuros y caballos, actualmente en la Piazza del Quirinale. sobre el terreno [5]. Los baños probablemente se mantuvieron en uso hasta la Guerra Gótica (535-554), cuando los ostrogodos cortaron todos los acueductos de Roma.
Redescubierto
Una parte significativa aún estaba en pie a principios del siglo XVI, lo suficiente para permitir que los arquitectos de la época hicieran dibujos de las ruinas e infirieran su plan; estas son las principales fuentes de información sobre la estructura [6]. Las ruinas fueron destruidas casi por completo entre 1605 y 1621 durante la construcción del Palazzo Rospigliosi, pero algunos restos fueron encontrados un siglo después [7] y desde 1870 en adelante [8]. Algunos de estos ahora se pueden ver en el subterráneo del Casino dell'Aurora.

## Enlaces externos

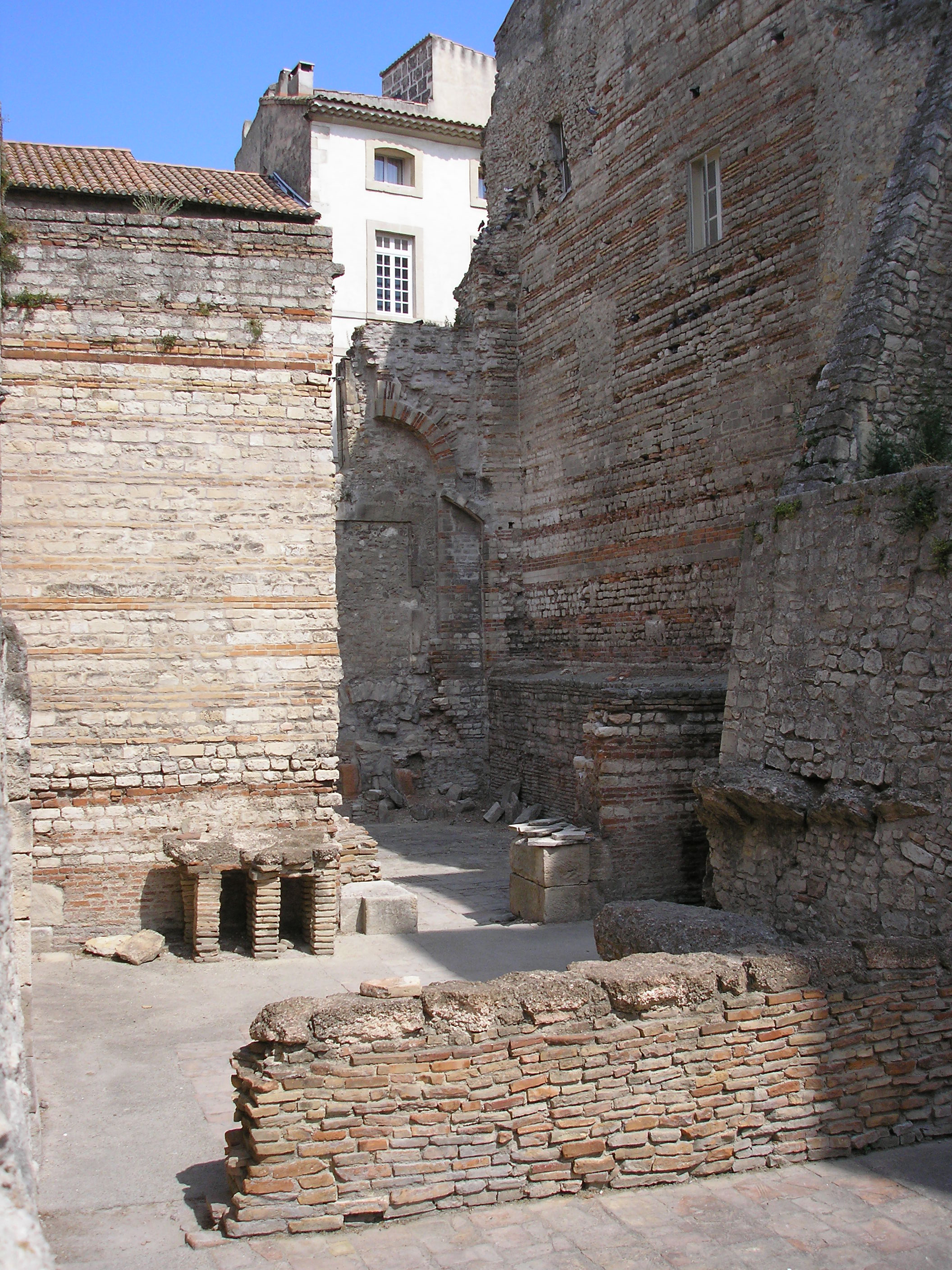
Las termas de Constantino.
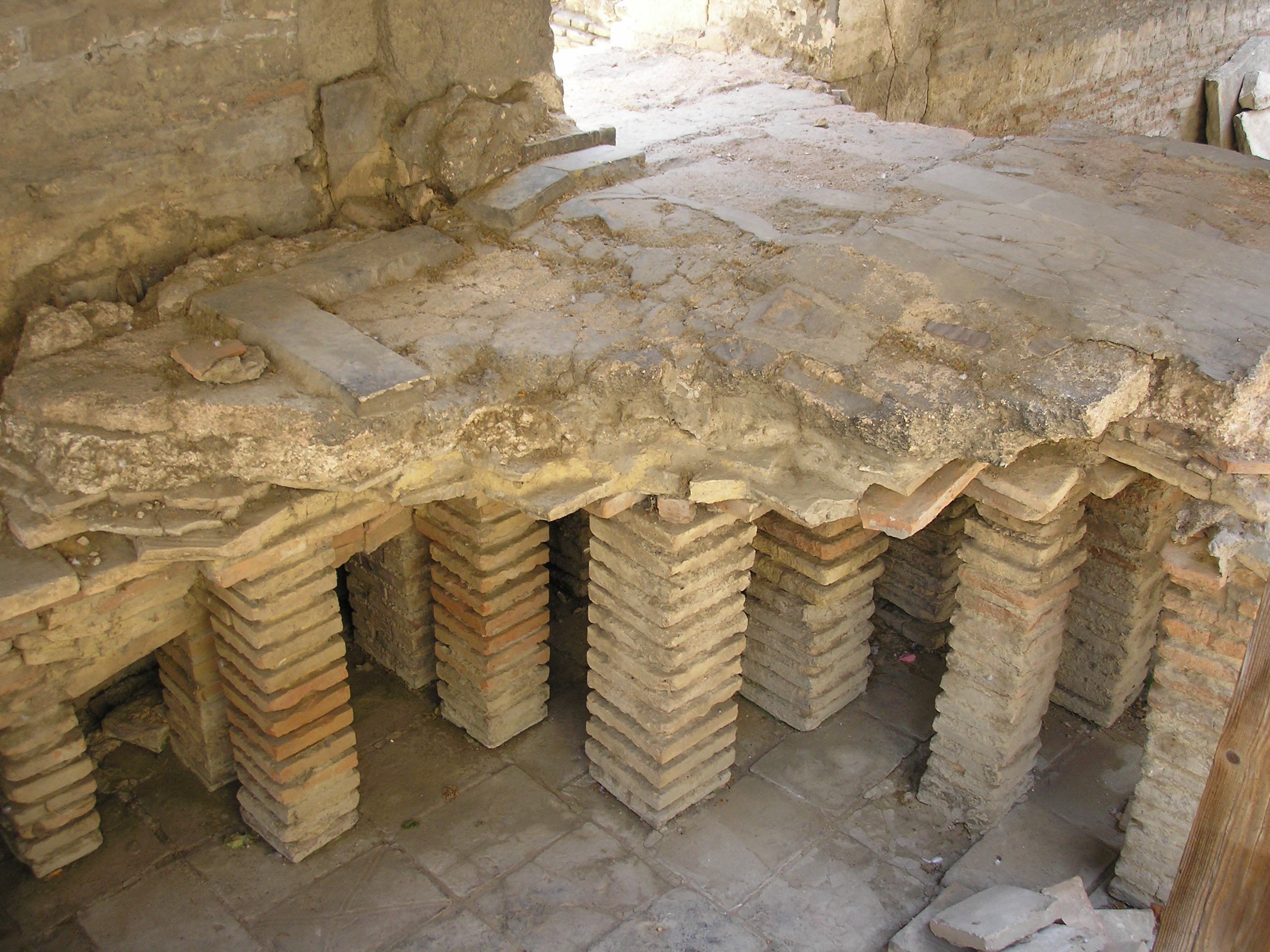
Hipocausto en las termas de Constantino.